# Regulační odchylka
Regulační odchylka (německy Regeldifferenz, anglicky error)

Blokové schéma jednoduché standardní regulační smyčky, sestávající z funkčních prvků řízeného systému, měřicího členu, regulátoru a akčního členu. Na obrázku jsou vyznačeny jednotlivé veličiny: regulovaná veličina y (se skutečnou hodnotou y_{M}, požadovanou (referenční) hodnotou w a regulační odchylkou e=w-y_{M}), řídicí veličina u, akční veličina u_{R} a poruchové veličiny d

je v regulační technice rozdíl mezi požadovanou referenční hodnotou a skutečnou (změřenou) hodnotou regulované veličiny. U NC strojů se může jednat o rozdíl mezi požadovanou a skutečnou pozicí (německy Schleppfehler).
Pokud například požadovaná teplota ve skleníku je 20 °C, a skutečná (změřená) teplota 19 °C, je regulační odchylka 1 °C.
Úlohou regulace je zmenšovat regulační odchylku, v ideálním případě na nulu.